# Crixás do Tocantins
Crixás do Tocantins é um município brasileiro do estado do Tocantins. Localiza-se a uma latitude 11º06'01" sul e a uma longitude 48º55'10" oeste, estando a uma altitude de 250 metros. Sua população estimada em 2004 era de 1.497 habitantes.
Possui uma área de 990,65 km².